# Emiliano Vidart
Emiliano Vidart Pacheco (Mendoza, 2 aprile 2002) è un calciatore uruguaiano, centrocampista dell'Uruguay Montevideo.

## Carriera
Vidart è cresciuto nel settore giovanile dei Montevideo Wanderers, con cui ha firmato il primo contratto professionistico il 10 dicembre 2021. Ha debuttato in prima squadra il 12 aprile 2022 nell'incontro di Primera División perso 1-0 contro il Dep. Maldonado e tre giorni dopo ha esordito anche in Coppa Sudamericana contro il Metropolitanos.
Il 5 febbraio 2023 è stato ceduto in prestito per una stagione all'Uruguay Montevideo.

## Statistiche

### Presenze e reti nei club
Statistiche aggiornate al 5 maggio 2024.
| Stagione        | Squadra              | Campionato      | Campionato | Campionato | Coppe nazionali | Coppe nazionali | Coppe nazionali | Coppe continentali | Coppe continentali | Coppe continentali | Altre coppe | Altre coppe | Altre coppe | Totale | Totale | Totale |
| Stagione        | Squadra              | Comp            | Pres       | Reti       | Comp            | Pres            | Reti            | Comp               | Pres               | Reti               | Comp        | Pres        | Reti        | Pres   | Reti   |        |
| --------------- | -------------------- | --------------- | ---------- | ---------- | --------------- | --------------- | --------------- | ------------------ | ------------------ | ------------------ | ----------- | ----------- | ----------- | ------ | ------ | ------ |
| 2022            | Montevideo Wanderers | PD              | 8          | 0          | CU              | 1               | 0               | CS                 | 5                  | 0                  |             | -           | -           | 14     | 0      |        |
| 2023            | Uruguay Montevideo   | SD              | 8          | 0          | CU              | 1               | 0               |                    | -                  | -                  |             | -           | -           | 9      | 0      |        |
| 2024            | Montevideo Wanderers | PD              | 0          | 0          | CU              | 0               | 0               | CS                 | 0                  | 0                  |             | -           | -           | 0      | 0      |        |
| Totale carriera | Totale carriera      | Totale carriera | 16         | 0          |                 | 2               | 0               |                    | 5                  | 0                  |             | -           | -           | 23     | 0      |        |